# Хайте, Мартин
Мартин Ха́йте (исп. Martín Jaite; р. 9 октября 1964, Буэнос-Айрес) — аргентинский профессиональный теннисист, теннисный тренер и администратор. Бывшая десятая ракетка мира, победитель 13 турниров Гран-при и АТР в одиночном и парном разряде.

## Личная информация
Отец и мать Мартина Хайте были психологами. В 1977 году отец вместе с Мартином по политическим мотивам покинул Аргентину и перебрался в Испанию, но мать осталась в Аргентине. Мартин вернулся в Аргентину в 1983 году. За время жизни в Испании Хайте успел стать победителем национального чемпионата этой страны.
В ноябре 1989 года Мартин Хайте женился, ради свадьбы прервав участие в теннисном турнире в Сан-Паулу.

## Игровая карьера
В 1982 году 17-летний Мартин Хайте стал полуфиналистом Открытого чемпионата Франции среди юношей, а в конце года повторил этот результат в престижном юниорском турнире Orange Bowl. С апреля этого года он начал также участвовать в профессиональных теннисных турнирах, в августе в Таррагоне (Испания) в паре с хозяином корта Франсиско Феррером побывав в своём первом финале турнира класса «челленджер». На следующий год он дошёл на турнире Гран-при в Бордо до четвертьфинала в одиночном разряде и до полуфинала в паре с Карлосом Кастеляном, а на следующий год в Куритибе (Бразилия) выиграл свой первый челленджер, после чего был приглашён в сборную страны на матч с командой США, заменив травмированного Гильермо Виласа. Обе своих встречи в дебютном матче — с третьей ракеткой мира Джимми Коннорсом и второй ракеткой мира Джоном Макинроем — Хайте проиграл. Тем не менее к середине года он уже входил в число ста лучших теннисистов мира в одиночном разряде, а в конце сезона в Барселоне с Виктором Печчи вышел в свой первый финал турнира Гран-при в парах.
1985 год Хайте начал с двойной победы — в одиночном и парном разряде — на турнире Гран-при в своём родном Буэнос-Айресе, после чего вошёл уже в Top-50 рейтинга в одиночном разряде, а чуть позже поднялся до 57-го места в парном разряде, высшего в карьере. В дальнейшем, однако, основное внимание он уделял игре в одиночном разряде. В том же году он вышел в четвертьфинал Открытого чемпионата Франции после победы над Милославом Мечиржем — на тот момент двенадцатым в мире, — а в июле дважды подряд играл в финалах грунтовых турниров Гран-при в США. В сентябре он уже входил в первую двадцатку мирового рейтинга.
В начале 1986 года Хайте впервые в карьере победил игрока из первой десятки мирового рейтинга. Это случилось в Нью-Йорке, где он на грунтовом корте победил Бориса Беккера, к тому моменту занимавшего в рейтинге четвёртую строчку. Позже он выиграл все три своих одиночных встречи в командном Кубке мира в Дюссельдорфе, но в целом сборная Аргентины выступила не столь удачно и в финал не попала. В течение года Хайте завоевал два титула на турнирах Гран-при в одиночном разряде и закончил год в двадцатке сильнейших. Дважды он побеждал в турнирах Гран-при и на следующий год, помимо этого дойдя до финала Открытого чемпионата Италии, одного из престижнейших грунтовых турниров в мире после Ролан Гаррос. На этом турнире он добился второй за карьеру победы над игроком первой десятки, на этот раз обыграв седьмую ракетку мира Анри Леконта. Вскоре после этого он снова победил Леконта, теперь в рамках командного Кубка мира, а осенью в Барселоне в финале взял верх над третьей ракеткой мира Матсом Виландером.
В 1988 году Хайте впервые за четыре года не выиграл ни одного турнира и потерял место не только в Top-20, но к концу сезона и в Top-50. Его лучшим результатом стал выход в финал в Монте-Карло. Он также дошёл до четвертьфинала на Олимпийском турнире в Сеуле, где проиграл Брэду Гилберту. На следующий год ему удалось вернуться в оптимальную форму, и за год он выиграл четыре турнира Гран-при (два из них в Бразилии на более быстрых покрытиях), ещё дважды уступив в финале. Два раза за сезон он одерживал победы над игроками из первой десятки рейтинга и закончил год в непосредственной близости от неё. Помимо успехов в одиночном разряде, Хайте показал несколько хороших результатов в парах, трижды за сезон побывав в полуфиналах турниров Гран-при, в том числе в Итапарике (Бразилия) после победы над Джимом Граббом и Якобом Хласеком, входившими в тот момент в десятку лучших теннисистов мира в парном разряде. Наконец, и в команде Хайте добился лучшего разультата в карьере, добравшись со сборной Аргентины до финала командного Кубка мира, где он принёс ей единственное очко в матче с командой ФРГ.
В первой половине 1990 года серия успехов Хайте продолжалась. Он выиграл третий подряд турнир в Бразилии, а затем, летом, Открытый чемпионат Швейцарии в Гштаде, а в промежутке побывал в четвертьфинале престижного турнира в Майами, в полуфинале в Мадриде и в четвёртом круге Открытого чемпионата Франции. В мае он впервые в карьере вошёл в число десяти лучших теннисистов мира, где оставался до конца июля. Он также дважды дошёл до полуфиналов в парном разряде, а со сборной переиграл в четвертьфинале Кубка Дэвиса сборную Германии. Затем, однако, успехи пошли на спад, и к концу сезона Хайте выбыл из Top-20 в одиночном разряде и из первой сотни в парном. В начале 1991 года он выиграл свой последний турнир тура АТР (сменившего с 1990 года тур Гран-при), победив в первом круге четвёртую ракетку мира Ги Форже, но концовку сезона снова провёл неудачно, выиграв в последних шести турнирах только два матча. Он продолжал выступать до сентября 1993 года, когда после шести поражений подряд в турнирах АТР и «челленджерах», находясь в середине второй сотни рейтинга, поставил точку в своей игровой карьере.

## Дальнейшая карьера
После окончания активной карьеры Хайте занялся тренерской и спортивно-административной деятельностью. Среди его учеников как тренера были двое ведущих теннисистов Аргентины следующего поколения — Гастон Гаудио, который под руководством Хайте выиграл свои первые турниры в карьере, и Давид Налбандян, с которым Хайте проработал с начала 2007 до конца 2008 года. Как администратор он является директором турнира ATP в Буэнос-Айресе — центрального теннисного турнира Аргентины.
В декабре 2011 года, после неудачного для Аргентины финала Кубка Дэвиса, Мартин возглавил национальную команду в качестве капитана.

## Участие в финалах турниров за карьеру (22)

### Одиночный разряд (19)

#### Победы (12)
| №   | Дата        | Турнир                  | Покрытие | Соперник в финале | Счёт в финале            |
| --- | ----------- | ----------------------- | -------- | ----------------- | ------------------------ |
| 1.  | 25 фев 1985 | Буэнос-Айрес, Аргентина | Грунт    | Диего Перес       | 6-4, 6-2                 |
| 2.  | 9 июн 1986  | Болонья, Италия         | Грунт    | Паоло Кане        | 6-2, 4-6, 6-4            |
| 3.  | 8 сен 1986  | Штутгарт, ФРГ           | Грунт    | Юнас Свенссон     | 7-5, 6-2                 |
| 4.  | 21 сен 1987 | Барселона, Испания      | Грунт    | Матс Виландер     | 7-65, 6-4, 4-6, 0-6, 6-4 |
| 5.  | 28 сен 1987 | Палермо, Италия         | Грунт    | Карел Новачек     | 7-65, 6-77, 6-4          |
| 6.  | 27 июл 1989 | Штутгарт (2)            | Грунт    | Горан Прпич       | 6-3, 6-2                 |
| 7.  | 11 сен 1989 | Мадрид, Испания         | Грунт    | Хорди Арресе      | 6-3, 6-2                 |
| 8.  | 6 ноя 1989  | Сан-Паулу, Бразилия     | Ковёр    | Хавьер Санчес     | 7-65, 6-3                |
| 9.  | 20 ноя 1989 | Итапарика, Бразилия     | Хард     | Джей Бергер       | 6-4, 6-4                 |
| 10. | 5 фев 1990  | Гуаружа, Бразилия       | Хард     | Луис Матар        | 3-6, 6-4, 6-3            |
| 11. | 9 июл 1990  | Гштад, Швейцария        | Грунт    | Серхи Бругера     | 6-3, 6-75, 6-2, 6-2      |
| 12. | 15 апр 1991 | Ницца, Франция          | Грунт    | Горан Прпич       | 3-6, 7-61, 6-3           |

#### Поражения (7)
| №  | Дата        | Турнир                   | Покрытие | Соперник в финале | Счёт в финале      |
| -- | ----------- | ------------------------ | -------- | ----------------- | ------------------ |
| 1. | 8 июл 1985  | Бостон, США              | Грунт    | Матс Виландер     | 2-6, 4-6           |
| 2. | 15 июл 1985 | Вашингтон, США           | Грунт    | Янник Ноа         | 4-6, 3-6           |
| 3. | 21 июл 1986 | Бостон (2)               | Грунт    | Андрес Гомес      | 5-7, 4-6           |
| 4. | 11 мая 1987 | Рим, Италия              | Грунт    | Матс Виландер     | 3-6, 4-6, 4-6      |
| 5. | 18 апр 1988 | Монте-Карло, Монако      | Грунт    | Иван Лендл        | 7-5, 4-6, 5-7, 3-6 |
| 6. | 10 апр 1989 | Рио-де-Жанейро, Бразилия | Ковёр    | Луис Матар        | 4-6, 7-5, 4-6      |
| 7. | 31 июл 1989 | Кицбюэль, Австрия        | Грунт    | Эмилио Санчес     | 6-7, 1-6, 6-2, 2-6 |

### Парный разряд (2)
Победа (1)
| Дата        | Турнир                  | Покрытие | Партнёр           | Соперники в финале            | Счёт в финале |
| ----------- | ----------------------- | -------- | ----------------- | ----------------------------- | ------------- |
| 25 фев 1985 | Буэнос-Айрес, Аргентина | Грунт    | Кристиан Миниусси | Эдуардо Бенгоэчеа Диего Перес | 6-4, 6-3      |

Поражение (1)
| Дата       | Турнир             | Покрытие | Партнёр      | Соперники в финале      | Счёт в финале |
| ---------- | ------------------ | -------- | ------------ | ----------------------- | ------------- |
| 1 окт 1984 | Барселона, Испания | Грунт    | Виктор Печчи | Павел Сложил Томаш Шмид | 2-6, 0-6      |

### Командные турниры (1)
Поражение (1)
| Год  | Турнир      | Команда                                                 | Соперник в финале                   | Счёт |
| ---- | ----------- | ------------------------------------------------------- | ----------------------------------- | ---- |
| 1989 | Кубок наций | Аргентина Г. Луса, Г. Перес-Рольдан, Х. Франа, М. Хайте | ФРГ Б. Беккер, Э. Елен, К.-У. Штееб | 1-2  |